# (9740) 1987 ST11
A (9740) 1987 ST11 a Naprendszer kisbolygóövében található aszteroida. Henri Debehogne fedezte fel 1987. szeptember 23-án.